# Cynthia (filme)
Cynthia é um filme de comédia dramática estadunidense dirigido por Robert Z. Leonard e estrelado por Elizabeth Taylor, Mary Astor e George Murphy. O filme é baseado na peça The Rich, Full Life de Viña Delmar de 1945 e foi adaptado pelos roteiristas Harold Buchman e Charles Kaufman.
Taylor, George Murphy e Mary Astor reprisaram seus papéis para uma versão da história no programa Lux Radio Theatre que foi transmitido em 23 de junho de 1947. 

## Elenco
- Elizabeth Taylor ...Cynthia Bishop
- George Murphy ...Larry Bishop
- S. Z. Sakall ...Professor Rosenkrantz
- Mary Astor ...Louise Bishop
- Gene Lockhart ...Dr. Fred I. Jannings
- Spring Byington ...Carrie Jannings
- James Lydon ...Ricky Latham
- Scotty Beckett ...Will Parker
- Carol Brannan ...Fredonia Jannings
- Anna Q. Nilsson ...Miss Brady
- Morris Ankrum ...Sr. Phillips
- Kathleen Howard ...McQuillan
- Shirley Johns ...Stella Regan
- Barbara Challis ...Alice
- Harlan Briggs ...J.M. Dingle
- Will Wright ...Gus Wood
- Minerva Urecal ...empregada doméstica (sem créditos)